# Moa Khouas
Moa Khouas est un acteur français, né à Vierzon et vivant à Paris.

## Biographie
Après une formation au conservatoire du 10e arrondissement de Paris et au Studio Pygmalion, puis une licence en Art du Spectacle option Théâtre et Communication, Mohammed Khouas commence une carrière d'acteur. Il obtient en 2003 le premier rôle masculin dans le film Lila dit ça du réalisateur Ziad Doueiri.
Mohammed Khouas pratique les arts martiaux.

## Filmographie

### Cinéma

#### Longs métrages
- 2014 : I'll be home soon de James Everett
- 2011 : La vie rêvée de David L. de Paul Lê et Julien Pichard
- 2007 : Détention Secrète de Gavin Hood : Khalid El Emin
- 2005 : Munich de Steven Spielberg : Samir / Jamal Al Gashey
- 2004 : Lila dit ça de Ziad Doueiri : Chimo

#### Courts métrages
- 2013 : The Hards de Thomas Daudin
- 2012 : Petit Moa de Moa Khouas
- 2012 : Black Room de Thomas Daudin
- 2011 : Le repas d'Ulysse
- 2007 : Traverser
- 2006 : Constat

### Télévision
- 2007 : Plus belle la vie
- 2007 : Sur le fil
- 2006 : Julie Lescaut
- 2003 : Joséphine Ange Gardien

## Théâtre
- 2015 : Jamais le 1er soir !
- 2013 : Couple en panne
- 2011 : Stand up !
- 2009-2010 : One mo'latte
- 2003 : L'air du temps
- 2000 : Les bas fonds

## Divers
- 2009-2010 : présentateur du show musical « Melting Time »[réf. souhaitée].
- 2010-2012 : chauffeur de salle pour l'émission In ze boîte pour la chaîne de télévision Gulli[réf. souhaitée].

## Distinctions
- Festival international du film de Gijón 2004 : 
  - Prix du meilleur acteur pour le rôle de Chimo dans Lila dit ça.